# Jocs Asiàtics de 1951
Els Jocs Asiàtics de 1951 es van celebrar del 4 de març a l'11 de març de 1951 a Nova Delhi, Índia. Originàriament previstos per al 1950, foren ajornats fins al 1951 per un retard en la preparació. Tot i que al Japó no se li va permetre de participar en els Jocs Olímpics d'Estiu de 1948 i no fou convidat a la reunió fundadora de la Federació dels Jocs Asiàtics, si que se li permeté prendre part en aquests Jocs. Corea, en canvi, no va poder participar-hi a causa de la Guerra de Corea.

## Comitès Participants
Comitès Olímpics Nacionals (CONs) anomenats segons el seu nom a la llista de codis del COI del moment.
| - Afghanistan - Burma - India - Indonesia - Iran - Japan - Nepal - Philippines - Singapur - Ceylon - Thailand |

## Esports
- Aquàtics
  - Salts (2)
  - Natació (8)
  - Waterpolo (1)
- Atletisme (33)
- Basquetbol (1)
- Ciclisme (4)
- Futbol (1)
- Halterofília (7)

## Medaller
| Posició | País        | Or | Argent | Bronze | Total |
| 1       | Japó        | 24 | 21     | 15     | 60    |
| 2       | Índia       | 15 | 16     | 20     | 51    |
| 3       | Iran        | 8  | 6      | 2      | 16    |
| 4       | Singapur    | 5  | 7      | 2      | 14    |
| 5       | Philippines | 5  | 6      | 8      | 19    |
| 6       | Ceylon      | 0  | 1      | 0      | 1     |
| 7       | Indonesia   | 0  | 0      | 5      | 5     |
| 8       | Burma       | 0  | 0      | 3      | 3     |
| Total   | Total       | 57 | 57     | 55     | 169   |